# Đại bàng đen
Đại bàng đen là một loài chim trong họ Accipitridae.

## Hình ảnh
- Tập tin:Greater spotted Eagle (Aquila clanga)10-31-2006 2-50-11 PM.JPG

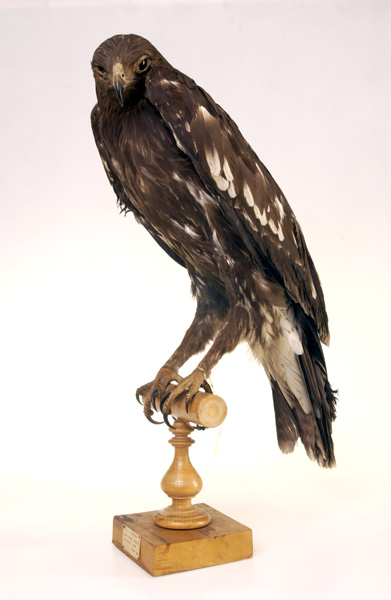
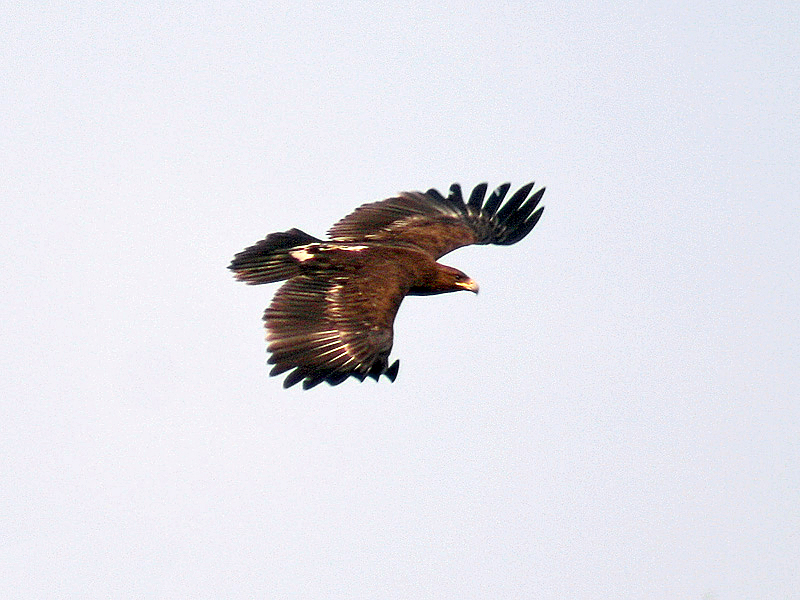
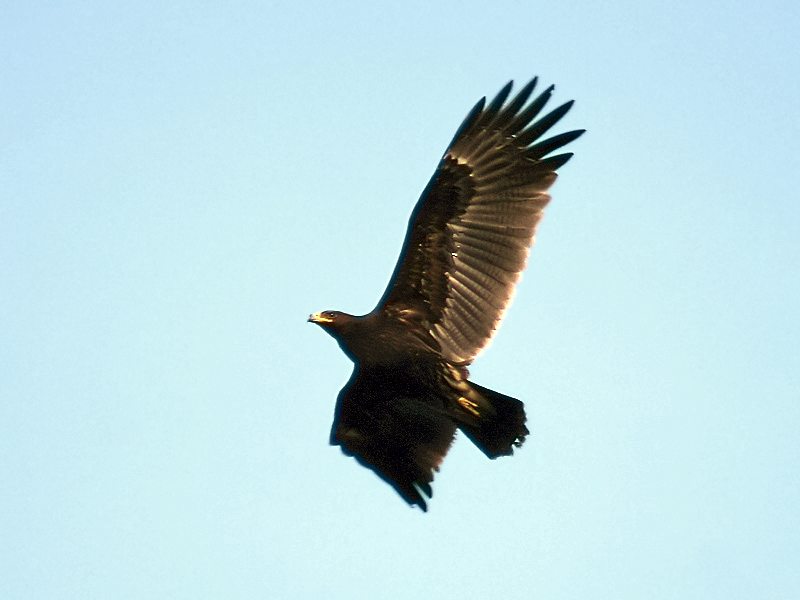
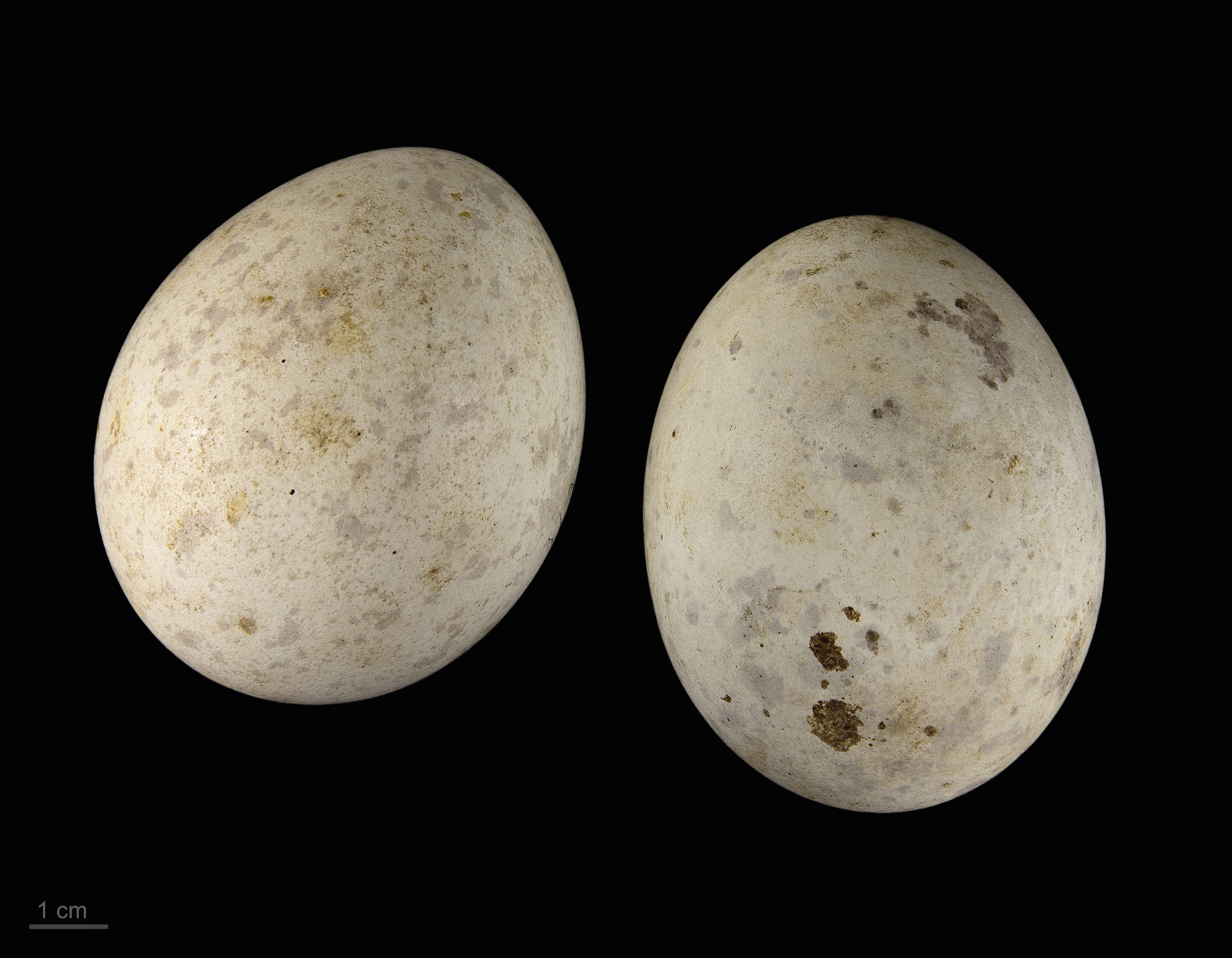
Museum specimen